# 小行星168126
小行星168126（168126 Chengbruce），臨時編號2006 GK，是一顆位於小行星帶的小行星。由鹿林天文台於2006年4月1日發現。
該小行星以台灣知名企業家、台達電子董事長鄭崇華命名，表彰他對推動環保的貢獻。